# Sebastocrátor
Sebastocrátor (en griego: σεβαστοκράτωρ, sebastokratōr; búlgaro y serbio Севастократор, sevastokrator) fue un título nobiliario en el Imperio bizantino. También fue utilizado por los gobernantes de otros estados que limitaban con dicho imperio o estaban dentro de su área de influencia.
La palabra es un compuesto de sebasto ('venerable', el equivalente griego del latín Augustus) y crátor ('gobernante', el mismo elemento que se encuentra en autocrátor, 'emperador'). La esposa de un sebastocrátor era llamada sebastocrátorissa (σεβαστοκρατόρισσα) en griego o sevastokrátitsa (севастократица) en búlgaro y serbio.

## Historia
El título fue creado por el emperador Alejo I Comneno para honrar a su hermano mayor, Isaac Comneno. Según Ana Comnena, Alejo hizo esto para elevar a Isaac por encima del rango de César, que ya había prometido a su cuñado, Nicéforo Melisseno. Ana Comnena compara el rango de sebastocrátor a «un segundo emperador», y también registra que junto con el César un sebastocrátor tenía el derecho a llevar una corona (pero no la diadema imperial). Durante la dinastía Comneno, el título siguió siendo el más alto por debajo del emperador hasta 1163 cuando el emperador Manuel I Comneno creó el título de déspota. Durante ese período, el título se les concedía exclusivamente a los miembros de la familia imperial, principalmente a los hijos menores del emperador.
Después del desmembramiento del Imperio bizantino por la Cuarta Cruzada en 1204, el título fue adoptado en el Imperio latino, el Imperio de Nicea, y el Segundo Imperio búlgaro. En Nicea y en el posterior Imperio bizantino restaurado, el título siguió siendo una de las más altas dignidades de la corte, y casi siempre se restringía a los miembros de la familia imperial. El último poseedor conocido del título fue Demetrio Cantacuceno, un gobernante en el Peloponeso a finales del siglo XIV.
Según las fuentes, el color distintivo asociado con el título era azul: el traje ceremonial del sebastocrátor incluía medias azules y botas azules. Alrededor del año 1260, según Jorge Acropolita, los sebastocrátores que eran miembros de la familia imperial se distinguen de los que no eran por tener bordadas las águilas reales en sus zapatos. Para la época de Pseudo-Codinos a mediados del siglo XIV, las águilas bordadas sobre un campo rojo era estándar. Según Codinos, el traje ceremonial también incluía una túnica roja (clámide) y la corona (stefanos) de color rojo y oro. El sebastocrátor también tenía la prerrogativa de firmar documentos con una tinta especial de color azul.

## Bulgaria
Kaloyan heredó el título posiblemente de su padre Alejandro, un hijo de Iván Asen I de Bulgaria.

## Serbia
El título también fue adoptado en la corte medieval de Serbia, bajo los reyes y emperadores de la dinastía Nemanjić.